# Jurij Uszmajew
Jurij Giennadijowicz Uszmajew (ukr. Юрій Геннадійович Ушмаєв, ros. Юрий Геннадиевич Ушмаев, ur. 11 stycznia 1965 w Charkowie) – radziecki, następnie ukraiński piłkarz występujący na pozycji obrońcy.

## Życiorys
Jest wychowankiem Metalista Charków. W 1983 roku został włączony do seniorskiej kadry, jednak nie zadebiutował w pierwszej drużynie, rozgrywając jedynie sześć meczów w drużynie rezerw. W latach 1984–1985 nie grał w piłkę, a w 1986 roku powrócił do kadry Metalista. Ponownie występował w rezerwach, rozgrywając do 1987 roku 46 spotkań. Następnie został zawodnikiem Majaka Charków. W barwach tego klubu rozegrał we Wtorajej lidze 97 spotkań. W 1989 roku przeszedł do Awanhardu Równe, z którym dwa lata później spadł z ligi. Na początku 1992 roku został zawodnikiem węgierskiego Békéscsabai Előre FC, z którym w sezonie 1991/1992 wywalczył awans do NB I. W najwyższej węgierskiej klasie rozgrywkowej zadebiutował 15 sierpnia 1992 roku w zremisowanym 2:2 spotkaniu z Kispest-Honvéd FC. W sezonie 1993/1994 zajął z klubem trzecie miejsce w mistrzostwach Węgier. W 1994 roku wygrał z Békéscsabai Előre grupę 5 Pucharu Intertoto. Wystąpił również w dwumeczach w ramach Pucharu UEFA, przeciwko Wardarowi Skopje (1:1, 1:0) i Tiekstilszczikowi Kamyszyn (1:6, 1:0). W NB I w barwach Békéscsabai Előre FC rozegrał 76 meczów. Na początku 1996 roku został zawodnikiem występującego na drugim poziomie Kabai Cukor FC-Hajdúszoboszló. Do 1998 roku wystąpił w 84 meczach ligowych w barwach tego klubu. W 2000 roku grał w Faunie Martowe.
Po zakończeniu kariery piłkarskiej, w latach 2002–2005, był szkoleniowcem piłkarzy w klubie Gazowych-ChGD Charków. W latach 2005–2008 był asystentem trenera w Metaliście-2 Charków, a w latach 2009–2016 pełnił tę funkcję w pierwszej drużynie. Od sierpnia 2020 do lipca 2022 był asystentem Ołeksandra Kuczera w Metalu Charków. 29 lipca 2022 roku został zatrudniony jako trener techniczny w SK Dnipro-1.

## Statystyki ligowe
| Sezon         | Klub                          | Liga                  | Mecze | Gole |
| ------------- | ----------------------------- | --------------------- | ----- | ---- |
| 1987          | Majak Charków                 | Wtoraja liga          | 15    | 0    |
| 1988          | Majak Charków                 | Wtoraja liga          | 47    | 0    |
| 1989          | Majak Charków                 | Wtoraja liga          | 35    | 0    |
| 1989 (j)      | Awanhard Równe                | Wtoraja liga          | 12    | 0    |
| 1990          | Awanhard Równe                | Wtoraja nizszaja liga | 36    | 1    |
| 1991          | Weres Równe                   | Wtoraja nizszaja liga | 50    | 0    |
| 1991/1992 (w) | Békéscsabai Előre FC          | NB II                 | 7     | 0    |
| 1992/1993     | Békéscsabai Előre FC          | NB I                  | 23    | 0    |
| 1993/1994     | Békéscsabai Előre FC          | NB I                  | 25    | 0    |
| 1994/1995     | Békéscsabai Előre FC          | NB I                  | 18    | 0    |
| 1995/1996 (j) | Békéscsabai Előre FC          | NB I                  | 10    | 0    |
| 1995/1996 (w) | Kabai Cukor FC-Hajdúszoboszló | NB II                 | 15    | 0    |
| 1996/1997     | Kabai Cukor FC-Hajdúszoboszló | NB II                 | 27    | 0    |
| 1997/1998     | Kabai Cukor FC-Hajdúszoboszló | NB I/B                | 35    | 1    |
| 1998/1999 (j) | Kabai Cukor FC-Hajdúszoboszló | NB II                 | 7     | 0    |